# Сігне Реландер
Сігне Реландер (уроджена Остерман; фін. Signe Maria Relander, Österman; 19 серпня 1886, Гельсінкі — 31 травня 1962, Гельсінкі) — дружина другого президента Фінляндії Лаурі Крістіана Реландера, яка була першою леді Фінляндії з 1925 до 1931 року.

## Біографія

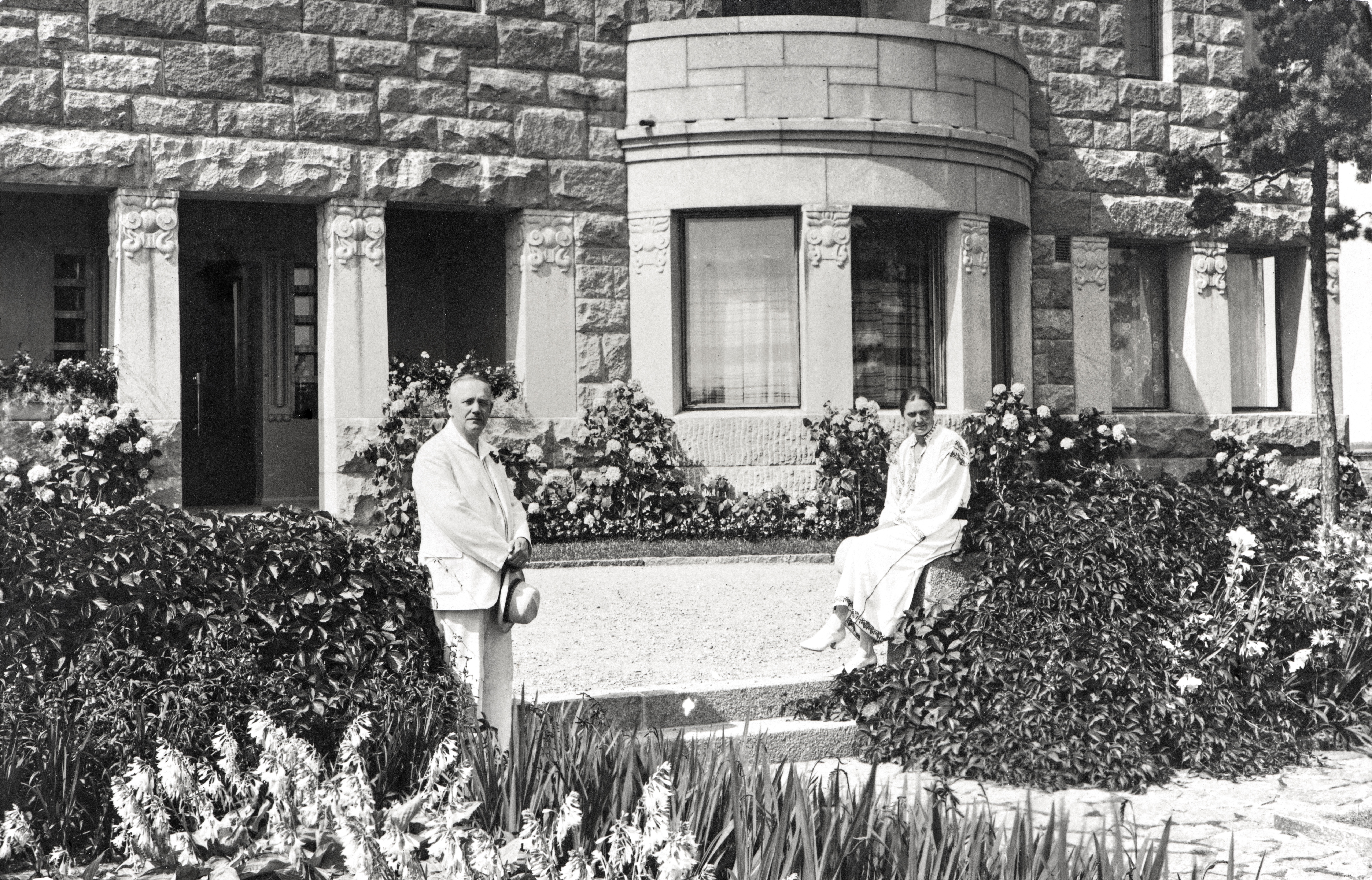
З чоловіком

Пара познайомилася, коли вона ще вчилася в середній школі, а він в університеті, і одружилася в 1906 році; вони жили в Тіккуріла (тоді частина сільського округу Гельсінкі, тепер Вантаа), і мали двох дітей.
Вона вважала свою роль першої леді суто церемоніальною і уникала коментувати чи іншим чином втручатися в політику. Незважаючи на це, вона була відома своїми мовними здібностями та елегантною зовнішністю, і вважається, що вона позитивно вплинула на політичну кар'єру свого чоловіка як до, так і після його обрання президентом. Її рідна шведська мова також могла опосередковано вплинути на мовну політику партії її чоловіка, Аграрної ліги (нині партія Фінляндський центр).
Після смерті чоловіка у відносно молодому віці 58 років Сігне Реландер зазнала фінансових труднощів, поки їй не призначили скромну пенсію.
Померла в Гельсінкі 31 травня 1962, похована на цвинтарі Гієтаніємі поруч з чоловіком.

## Вшанування пам'яті

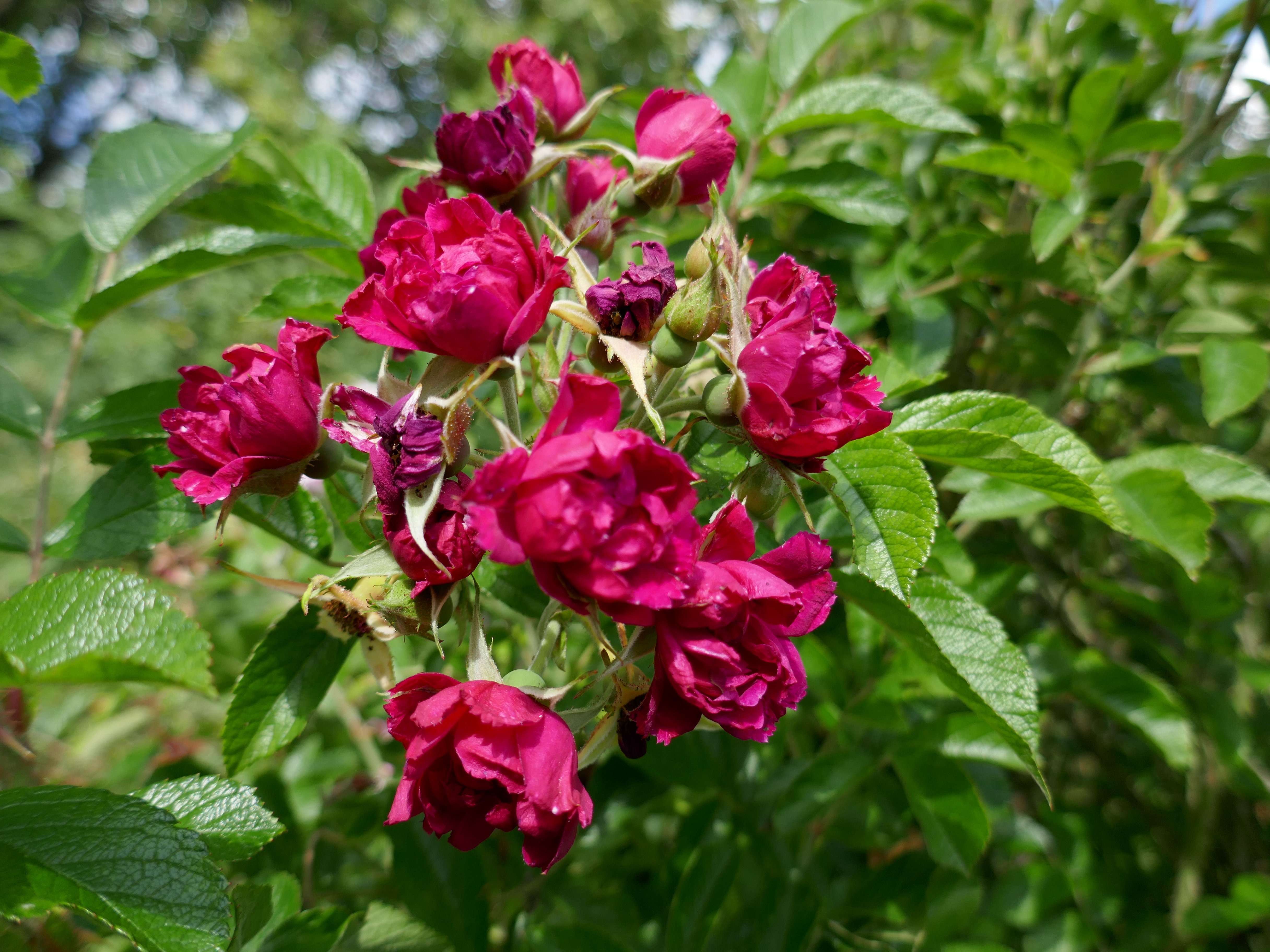
Троянда названа на честь Сігне Релендер